# Annen
Annen – miejscowość w Holandii, w prowincji Drenthe, w gminie Aa en Hunze.